# Lista de deputados estaduais do Rio Grande do Norte da 63.ª legislatura
Esta é a Lista de deputados estaduais do Rio Grande do Norte da 63.ª legislatura, período que compreende de 1° de fevereiro de 2023 até 1° de fevereiro de 2027.
| 62.ª legislatura | Lista de deputados estaduais do Rio Grande do Norte da 63.ª legislatura | 64.ª legislatura |

## Mesa Diretora
| 1° Biênio (2023-2024) | 1° Biênio (2023-2024)    | 2° Biênio (2025-2026) | 2° Biênio (2025-2026)    |
| Presidência           | Presidência              | Presidência           | Presidência              |
| --------------------- | ------------------------ | --------------------- | ------------------------ |
| Presidente            | Ezequiel Ferreira (PSDB) | Presidente            | Ezequiel Ferreira (PSDB) |
| 1° Vice-presidente    | Kleber Rodrigues (PSDB)  | 1° Vice-presidente    | Kleber Rodrigues (PSDB)  |
| 2° Vice-presidente    | George Soares (PV)       | 2ª Vice-presidente    | Eudiane Macedo (PV)      |
| Secretaria            |                          |                       |                          |
| 1° Secretário         | Tomba Farias (PSDB)      | 1° Secretário         | Tomba Farias (PSDB)      |
| 2° Secretário         | Gustavo Carvalho (PSDB)  | 2° Secretário         | Galeno Torquato (PSDB)   |
| 3ª Secretária         | Isolda Dantas (PT)       | 3° Secretário         | Francisco do PT (PT)     |
| 4° Secretário         | Adjuto Dias (MDB)        | 4ª Secretária         | Teresinha Maia (PL)      |

## Composição da Câmara
| Partido       | Líder                  | Assentos | Campo    |
| ------------- | ---------------------- | -------- | -------- |
| PSDB          | Tomba Farias           | 6 / 24   | Situação |
| PL            | Coronel Azevedo        | 6 / 24   | Oposição |
| PV            | Isolda Dantas (PT)     | 3 / 24   | Situação |
| PT            | Isolda Dantas (PT)     | 3 / 24   | Situação |
| Solidariedade | Taveira Júnior (UNIÃO) | 2 / 24   | Oposição |
| UNIÃO         | Taveira Júnior (UNIÃO) | 2 / 24   | Oposição |
| MDB           | Coronel Azevedo (PL)   | 1 / 43   | Situação |
| PP            | Coronel Azevedo (PL)   | 1 / 24   | Oposição |

## Parlamentares
| Parlamentar        | Partido | Partido                                      | Federação           | Votos  | %     | Notas |
| ------------------ | ------- | -------------------------------------------- | ------------------- | ------ | ----- | --- |
| Adjuto Dias        |         | Movimento Democrático Brasileiro MDB         |                     | 57.657 | 3,06% | |
| Coronel Azevedo    |         | Partido Liberal PL                           |                     | 62.607 | 3,33% | |
| Cristiane Dantas   |         | Solidariedade                                |                     | 42.035 | 2,23% | |
| Divaneide Basílio  |         | Partido dos Trabalhadores PT                 | FE Brasil           | 52.177 | 2,77% | |
| Bernardo Amorim    |         | Partido da Social Democracia Brasileira PSDB | Fed. PSDB Cidadania | 52.505 | 2,79% | |
| Keginaldo Jacome   |         | Partido Liberal PL                           |                     | 47.809 | 2,54% | Eleito pelo PSDB |
| Eudiane Macedo     |         | Partido Verde PV                             | FE Brasil           | 36.027 | 1,91% | |
| Ezequiel Ferreira  |         | Partido da Social Democracia Brasileira PSDB | Fed. PSDB Cidadania | 70.800 | 3,76% | |
| Francisco do PT    |         | Partido dos Trabalhadores PT                 | FE Brasil           | 50.499 | 2,68% | |
| Galeno Torquato    |         | Partido da Social Democracia Brasileira PSDB | Fed. PSDB Cidadania | 37.274 | 1,98% | |
| Gustavo Carvalho   |         | Partido Liberal PL                           |                     | 46.318 | 2,46% | Eleito pelo PSDB |
| Hermano Morais     |         | Partido Verde PV                             | FE Brasil           | 28.948 | 1,54% | |
| Isolda Dantas      |         | Partido dos Trabalhadores PT                 | FE Brasil           | 57.046 | 3,03% | |
| Ivanilson Oliveira |         | União Brasil UNIÃO                           |                     | 27.426 | 1,46% | |
| José Dias          |         | Partido Liberal PL                           |                     | 49.027 | 2,60% | Eleito pelo PSDB |
| Kleber Rodrigues   |         | Partido da Social Democracia Brasileira PSDB | Fed. PSDB Cidadania | 61.074 | 3,24% | |
| Luiz Eduardo       |         | Solidariedade                                |                     | 31.871 | 1,69% | |
| Neilton Diógenes   |         | Progressistas PP                             |                     | 25.143 | 1,34% | Eleito pelo PL |
| Nelter Queiroz     |         | Partido da Social Democracia Brasileira PSDB | Fed. PSDB Cidadania | 38.602 | 2,05% | |
| Taveira Júnior     |         | União Brasil UNIÃO                           |                     | 26.714 | 1,42% | |
| Terezinha Maia     |         | Partido Liberal PL                           |                     | 29.440 | 1,56% | |
| Tomba Farias       |         | Partido Liberal PL                           |                     | 42.612 | 2,26% | Eleito pelo PSDB |
| Ubaldo Fernandes   |         | Partido da Social Democracia Brasileira PSDB | Fed. PSDB Cidadania | 34.426 | 1,83% | Primeiro suplente efetivado em 19 de dezembro de 2022 após recontagem dos votos devido a inelegibilidade do titular Wendel Lagartixa, do PL.                   |
| Vivaldo Costa      |         | Partido Verde PV                             | FE Brasil           | 27.534 | 1,46% | Primeiro suplente efetivado em 17 de julho de 2024 após eleição do titular George Soares ao cargo de Conselheiro do Tribunal de Contas do Rio Grande do Norte. |

## Cassações
| Parlamentar      | Partido | Partido            | Federação | Votos  | %     | Notas | Suplente efetivado      |
| ---------------- | ------- | ------------------ | --------- | ------ | ----- | --- | ----------------------- |
| Wendel Lagartixa |         | Partido Liberal PL |           | 88.265 | 4,69% | Teve a inelegibilidade decretada pelo Ministério Público Eleitoral do Rio Grande do Norte, amparada pelo Tribunal Superior eleitoral devido ao fato de ser réu por prática de crime hediondo. | Ubaldo Fernandes (PSDB) |

## Renúncias
| Parlamentar   | Partido | Partido          | Federação | Votos  | %     | Notas                                                            | Suplente efetivado |
| ------------- | ------- | ---------------- | --------- | ------ | ----- | ---------------------------------------------------------------- | ------------------ |
| George Soares |         | Partido Verde PV | Fe.Brasil | 50.037 | 2,66% | Eleito conselheiro do Tribunal de Contas do Rio Grande do Norte. | Vivaldo Costa (PV) |